# Red Hill (film)
Pour les articles homonymes, voir Red Hill.
Pour plus de détails, voir Fiche technique et Distribution.
Red Hill est un néo-western australien réalisé par Patrick Hughes et sorti en 2010. Il s'agit de son premier long métrage.
Le film est présenté en avant-première à la Berlinale 2010, puis dans divers autres festivals comme le festival international du film d'Édimbourg, le festival Cinéma d'Alès Itinérances ou encore le festival international du film policier de Beaune.

## Synopsis
Un jeune officier de police, Shane Cooper, s'installe avec sa femme enceinte dans la petite bourgade de Red Hill. Dans cette petite ville entourée par les montagnes, il espère trouver une douceur de vivre propice à son futur rôle de père. Il y rencontre son supérieur, le très froid et implacable shérif Bill, qui applique la loi d'une main de fer.
Très vite, son arrivée est perturbée par l'évasion d'un criminel violent, Jimmy Conway qui, quinze ans auparavant, a été incarcéré pour le meurtre de sa femme et la tentative de meurtre d'un officier de police de la ville. Le shérif Bill, connaissant bien ce criminel, décide de former une milice armée pour abattre Conway. Ce dernier semble en effet se diriger droit sur la petite ville tranquille pour des raisons qui paraîtront aux yeux de l'agent Cooper de plus en plus obscures et énigmatiques.

## Fiche technique
- Titre original : Red Hill
- Réalisation, scénario et montage : Patrick Hughes
- Musique : Dmitri Golovko
- Photographie : Tim Hudson
- Décors : Enzo Iacono
- Costumes : Nicola Dunn
- Direction artistique : Seth Aitken
- Production : Al Clark et Patrick Hughes
  - Production déléguée : Rob Galluzzo, Greg McLean, Craig McMahon
  - Production exécutive : Ray Hennessy
  - Production associée : Rachel Higgins et Kate Menzies
- Sociétés de production : Hughes House Film, Screen Australia, Wildheart Films, Wolf Creek Pictures et McMahon International Pictures
- Sociétés de distribution : Strand Releasing (États-Unis), CTV International (France, DVD)
- Budget : 700 000 USD[1]
- Pays de production :  Australie
- Langue originale : anglais
- Genre : néo-western, policier
- Durée : 95 minutes
- Format : Couleurs
- Dates de sortie[2] :
  - Allemagne : 14 février 2010 (avant-première à la Berlinale 2010 - section Panorama)
  - Australie : 25 novembre 2010
  - France : 25 mars 2011 (Festival Cinéma d'Alès Itinérances) ; 3 avril 2011 (Festival international du film policier de Beaune) ; 21 juillet 2011 (DVD)

## Distribution
- Ryan Kwanten : Shane Cooper
- Steve Bisley : le vieux Bill, shérif de Red Hill
- Tom E. Lewis : Jimmy Conway
- Kevin Harrington : sergent Jim Barlow
- Richard Sutherland : agent Manning
- Claire van der Boom : Alice Cooper, la femme de Shane
- Christopher Davis : Slim, le coiffeur
- Jim Daly : Ted, l'hôtelier
- Ken Radley : Earl
- John Brumpton : Rex
- Cliff Ellen : Gleason
- Dom Phelan : Ken
- Eddie Baroo : Willy
- Richard Young : Dale
- Tim Hughes : Micky Carlin
- Ken Connley : Joseph Carlin
- Jada Alberts : Ellin Conway, la femme de Jimmy

## Production

### Développement et attribution des rôles
Après de multiples tentatives pour acquérir les droits d'un film mêlant action et western, Patrick Hughes décide de développer son propre projet. Le film est produit par Greg McLean, un autre réalisateur australien à qui l'on doit les films d'horreur Wolf Creek et Rogue (commercialisé en France sous le titre Solitaire).
Tim Hughes, qui incarne ici Micky Carlin, est le père du réalisateur et scénariste Patrick Hughes.

### Tournage
Le tournage a lieu en Australie dans le petit village d'Omeo dans l’État de Victoria.

## Commentaires
Red Hill a été conçu comme le premier volet d'une trilogie. Les deux films suivants, toujours réalisés par Patrick Hughes, devraient s'intituler Black Valley et White Mountains. Le premier situerait son action à la frontière mexicaine tandis que le second aurait pour lieu un état du nord de l'Amérique[réf. nécessaire].
Le personnage de Jimmy (incarné par) est le « prolongement » du personnage principal du film Le Chant de Jimmy Blacksmith (1978) de Fred Schepisi, également interprété par Tom E. Lewis.